# Wierzejskiella elongata
Wierzejskiella elongata is een raderdiertjessoort uit de familie Dicranophoridae. De wetenschappelijke naam van deze soort is voor het eerst geldig gepubliceerd in 1893 door Glascott.